# Tine Baun
Tine Baun (nacida como Tine Rasmussen, Hørsholm, 21 de julio de 1979) es una deportista danesa que compitió en bádminton, en la modalidad individual.
Ganó una medalla de bronce en el Campeonato Mundial de Bádminton de 2010 y tres medallas en el Campeonato Europeo de Bádminton entre los años 2008 y 2012.
Participó en tres Juegos Olímpicos de Verano, entre los años 2004 y  2012, ocupando el quinto lugar en Londres 2012, en la prueba individual.

## Palmarés internacional
| Campeonato Mundial | Campeonato Mundial       | Campeonato Mundial | Campeonato Mundial |
| Año                | Lugar                    | Medalla            | Prueba             |
| ------------------ | ------------------------ | ------------------ | ------------------ |
| 2010               | París (Francia)          | Medalla de bronce  | Individual         |
| Campeonato Europeo |                          |                    |                    |
| Año                | Lugar                    | Medalla            | Prueba             |
| 2008               | Herning (Dinamarca)      | Medalla de plata   | Individual         |
| 2010               | Mánchester (Reino Unido) | Medalla de oro     | Individual         |
| 2012               | Karlskrona (Suecia)      | Medalla de oro     | Individual         |